# Marcus Mørk
Marcus Mørk Kristiansen (født 20. oktober 1987 i Rønbjerg) er en dansk håndboldspiller, der spiller for Ribe-Esbjerg HH. Han har tidligere spillet for Viborg HK, Mors-Thy Håndbold og Aalborg Håndbold.
Privat danner Mørk par med Jane Schumacher, der tidligere spillede i Silkeborg-Voel KFUM.